# Nemateleotris magnifica
Nemateleotris magnifica (Fowler, 1938) è un pesce di acqua salata appartenente alla famiglia Microdesmidae.

## Distribuzione e habitat
Questa specie è diffusa nell'Indo-Pacifico, dalle coste dell'Africa orientale agli arcipelaghi delle Hawaii, Marchesi e Pitcairn, fino alle coste della Nuova Caledonia e della Micronesia. Abita le barriere coralline a profondità non particolarmente elevate.

## Descrizione
Presenta un corpo molto allungato, poco compresso ai fianchi, con occhi grandi e testa arrotondata. Le pinne sono piccole e arrotondate, solo la prima pinna dorsale presenta un caratteristico allungamento nella parte iniziale, erettile, lungo quasi la metà dell'intero corpo, mentre la seconda è speculare alla pinna anale. Le pinne ventrali sono lunghe e appuntite. La livrea è sgargiante: la testa è giallo tenue con sottili screziature violette, la prima metà del corpo è bianco vivo (così come le ventrali e le pinne pettorali, sfumando lungo i fianchi in un giallo arancio e poi in rosso arancio vivo, che diventa porpora sulla pinna caudale. La pinna dorsale ha il caratteristico pennacchio bianco, orlato di rosso, per seguire poi la colorazione del corpo, così come le altre pinne.

Raggiunge una lunghezza massima di 9 cm.

## Etologia
Scava delle tane sul fondale o negli afratti rocciosi, che condivide con altri conspecifici: questa abitudine si riscontra soprattutto negli avannotti e negli esemplari giovanili.

## Riproduzione
Forma coppie monogame.

## Alimentazione
N. magnifica si nutre di zooplancton e piccoli crostacei copepodi.

## Acquariofilia
Specie piuttosto comune in commercio e non troppo difficoltoso da tenere in acquario anche se è un ottimo saltatore. Per questo la vasca deve essere dotata di un coperchio.